# Léo Roussel
Léo Roussel (ur. 31 sierpnia 1995 w Marcoussis) – francuski kierowca wyścigowy.

## Kariera
Roussel rozpoczął karierę w jednomiejscowych samochodach wyścigowych w wieku 17 lat w 2012 roku w Formule Renault. W tym roku rozpoczął starty w Europejskim Pucharze Formuły Renault 2.0 oraz w Alpejskiej Formule Renault. W obu tych seriach Francuz podpisał kontrakt z francuską ekipą Arta Engineering. W serii Alpejskiej z dorobkiem 13 punktów ukończył sezon na 21. pozycji, zaś w europejskim pucharze nie zdołał zdobyć punktów.
Na sezon 2013 Roussel przedłużył kontrakt z Arta Engineering na starty w Europejskim Pucharze Formuły Renault 2.0. W żadnym z wyścigów nie zdobywał jednak punktów.

## Statystyki
| Sezon | Seria                                                                     | Zespół              | Wyścigi | Zwycięstwa | PP | NO | Podium | Punkty | Pozycja |
| ----- | ------------------------------------------------------------------------- | ------------------- | ------- | ---------- | -- | -- | ------ | ------ | ------- |
| 2012  | Europejski Puchar Formuły Renault 2.0                                     | Arta Engineering    | 14      | 0          | 0  | 0  | 0      | 0      | NS      |
| 2012  | Alpejska Formuła Renault 2.0                                              | Arta Engineering    | 14      | 0          | 0  | 0  | 0      | 13     | 21      |
| 2012  | V de V Challenge Endurance Moderne – Proto                                | Extreme Limite Aric | 1       | 0          | 0  | 0  | 0      | 0      | NS      |
| 2013  | Europejski Puchar Formuły Renault                                         | Arta Engineering    | 13      | 0          | 0  | 0  | 0      | 0      | 32      |
| 2013  | Europejski Puchar Formuły Renault                                         | Manor MP Motorsport | 13      | 0          | 0  | 0  | 0      | 0      | 32      |
| 2013  | V de V Challenge Endurance – Proto – Scratch                              | Extreme Limite Aric | 4       | 1          | 0  | 0  | 1      | 47,5   | 22      |
| 2013  | V de V Michelin Endurance Series – Challenge Endurance GT/Tourisme V de V | Extreme Limite      | 1       | 0          | 0  | 0  | 0      | 0      | NS      |
| 2014  | 24h Le Mans – LMP2                                                        | Pegasus Racing      | 1       | 0          | 0  | 0  | 0      | N/A    | 10      |
| 2014  | V de V Challenge Endurance Proto – Scratch                                | Extreme Limite      | 7       | 0          | 0  | 0  | 1      | 61     | 14      |
| 2015  | 24h Le Mans – LMP2                                                        | Pegasus Racing      | 1       | 0          | 0  | 0  | 0      | N/A    | 9       |